# Tři duby letní
Tři duby letní, nazývané také Duby u soutoku, Duby u Opatovického kanálu či 3 ks stromů Quercus robur, jsou 3 památné duby letní (Quercus robur L.) rostoucí u Opatovického kanálu v Opatovicích nad Labem v okrese Pardubice v Pardubickém kraji. Nachází se také na pravém břehu Labe v geomorfologickém celku Východolabská tabule.

## Historie a popis
Tři duby letní rostou nedaleko silnice z Opatovic nad Labem do Vysoké nad Labem.
| Výška stromů                 | 22-25 m (dle údajů z roku 2003)                              |
| Obvod kmenů ve výčetní výšce | 3,8-4,2 m (dle údajů z roku 2003)                            |
| Ochranné pásmo               | vyhlášené – kruh o poloměru 15 m se středem v ose paty kmene |
| Datum prvního vyhlášení      | 3. září 2003                                                 |

## Další informace
Stromy jsou celoročně volně přístupné a nacházejí se u cyklistické trasy 4039.

## Galerie

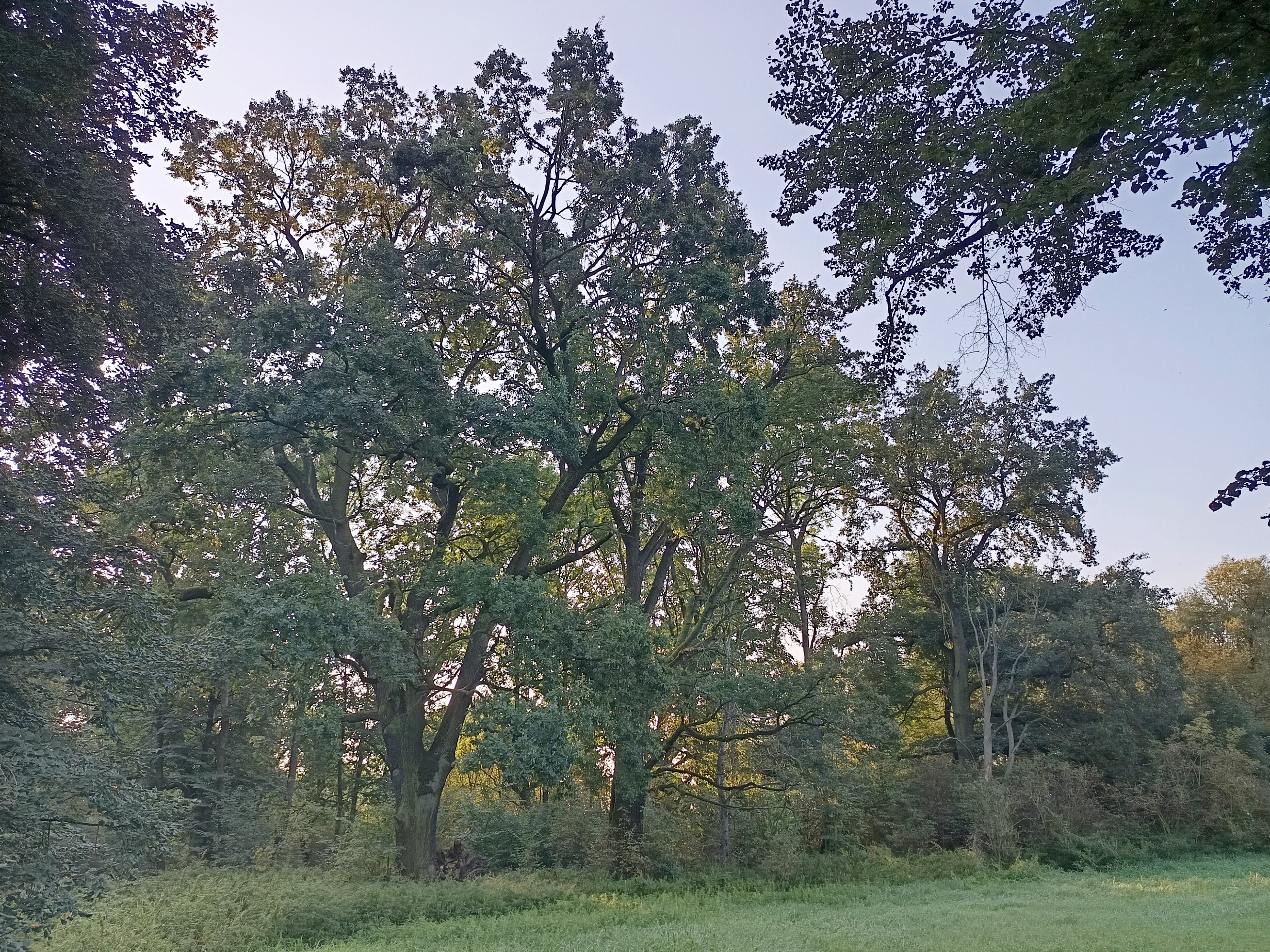
Pohled na tři duby v lese (září 2024)
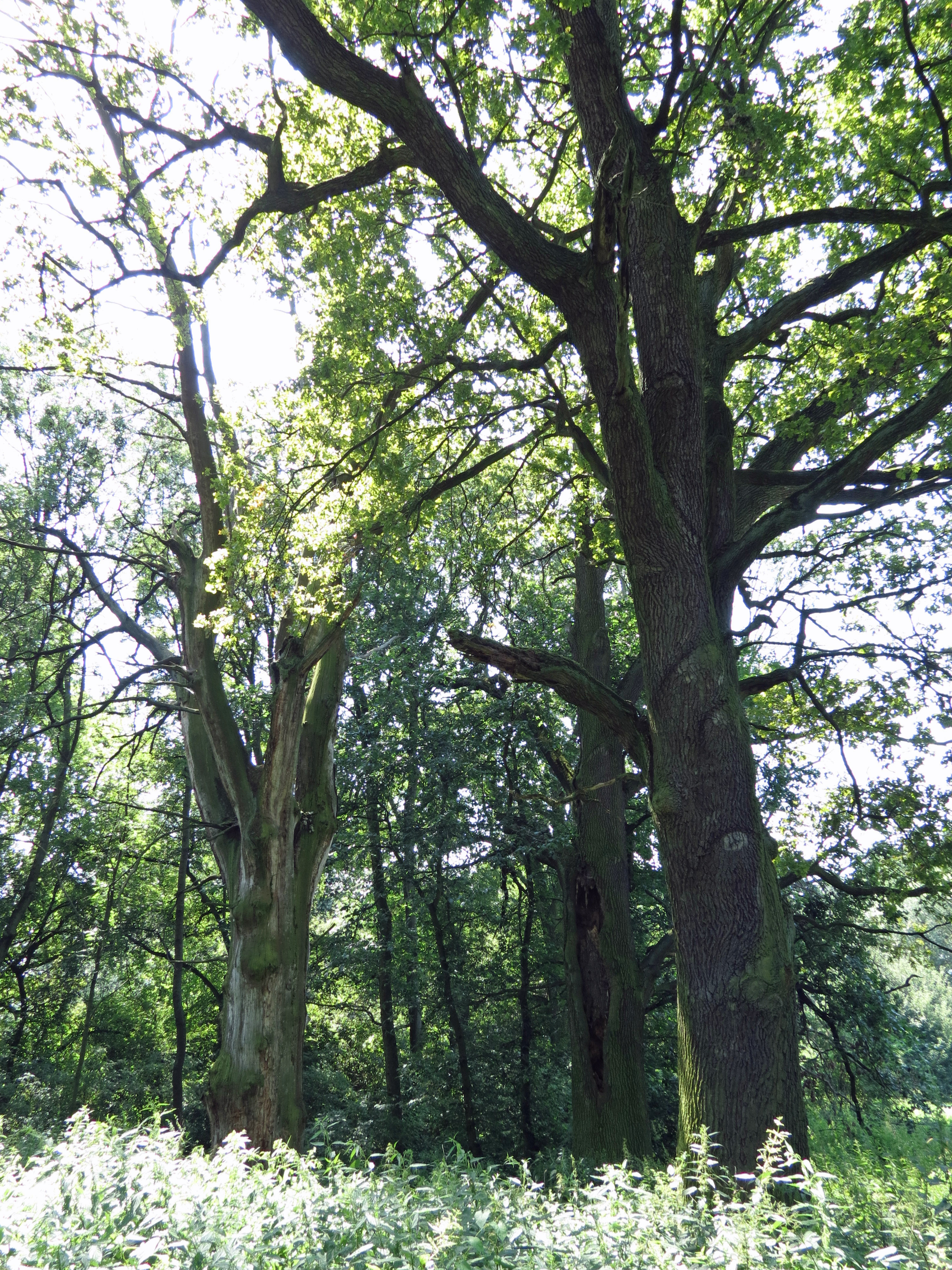
červenec 2017
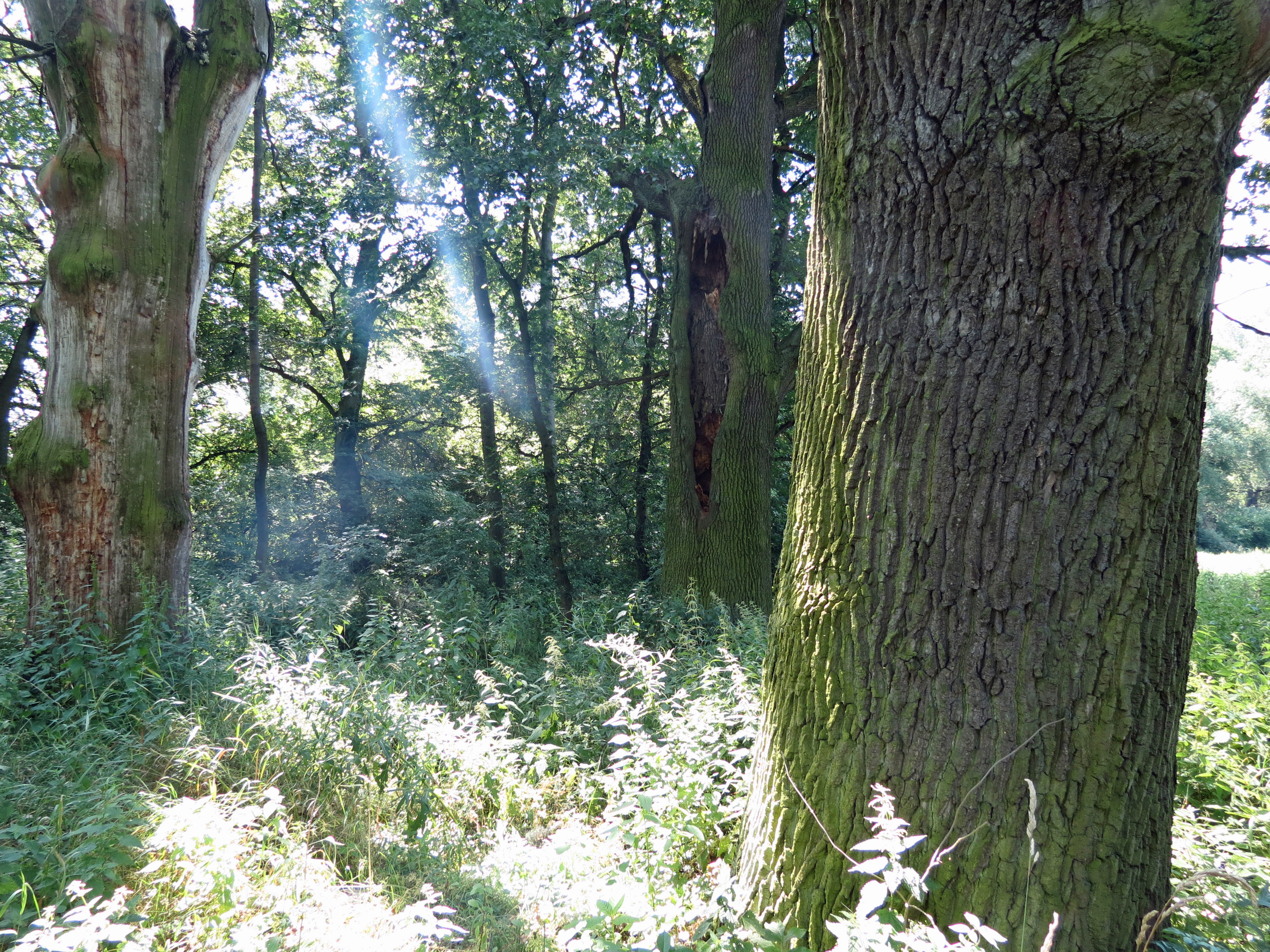
Kmeny tří dubů (červenec 2017)